# Schwimmwühle
Die Schwimmwühle  (Typhlonectes compressicauda) ist eine im Wasser lebende Blindwühle.

## Merkmale
Die 30 bis 60 Zentimeter lange Schwimmwühle erinnert mit ihrem langen, schlanken, schwarzen Körper, der unterseits dunkelgrau ist, und mit ihrer Schwimmweise an einen Aal. Der Körper ist mit 80 bis 95 Ringen bedeckt. Der Schwanz ist seitlich abgeplattet und oberseits mit einem Flossensaum ausgestattet.
Schwimmwühlen sind lebendgebärend. Weil, anders als bei den meisten Amphibien, eine innere Befruchtung erfolgt, besitzen männliche Tiere auf der Unterseite ein weißliches Haftorgan, um das Weibchen bei der Begattung festhalten zu können.

## Vorkommen, Lebensweise
Die Schwimmwühle lebt im nördlichen Südamerika, im Amazonasbecken und in Guayana in Flüssen, Seen und Bächen. Sie kommt gebietsweise noch recht häufig vor und ernährt sich von Regenwürmern und anderen Wirbellosen.
Die Embryonal- und Larvalentwicklung erfolgt im Mutterleib. Die Jungtiere kommen voll entwickelt zur Welt.
In Gefangenschaft beträgt die Lebensdauer bis zu zehn Jahren.